# Fußball-Club Bayern München II 2019-2020
Questa voce raccoglie le informazioni riguardanti il Fußball-Club Bayern München II nelle competizioni ufficiali della stagione 2019-2020.

## Stagione
Nella stagione 2019-2020 il Bayern Monaco II, allenato da Sebastian Hoeneß, concluse il campionato di 3. Liga al 1º posto. Essendo una squadra riserve, non fu promosso in 2. Bundesliga.

## Rosa
| N. |                        | Ruolo | Calciatore            |
| -- | ---------------------- | ----- | --------------------- |
| 1  | Germania (bandiera)    | P     | Ron-Thorben Hoffmann  |
| 2  | Turchia (bandiera)     | D     | Mert Yılmaz           |
| 3  | Germania (bandiera)    | D     | Angelo Mayer          |
| 4  | Croazia (bandiera)     | D     | Josip Stanišić        |
| 5  | Germania (bandiera)    | D     | Nicolas Feldhahn      |
| 6  | Germania (bandiera)    | C     | Paul Will             |
| 7  | Germania (bandiera)    | A     | Leon Dajaku           |
| 8  | Germania (bandiera)    | C     | Jannik Rochelt        |
| 9  | Germania (bandiera)    | A     | Jann-Fiete Arp        |
| 10 | Ghana (bandiera)       | A     | Kwasi Okyere Wriedt   |
| 11 | Germania (bandiera)    | A     | Nicolas Kühn          |
| 12 | Germania (bandiera)    | P     | Michael Wagner        |
| 13 | Germania (bandiera)    | D     | Kilian Senkbeil       |
| 14 | Germania (bandiera)    | C     | Christopher Scott     |
| 15 | Germania (bandiera)    | D     | Lukas Mai             |
| 16 | Canada (bandiera)      | D     | Alphonso Davies       |
| 17 | Stati Uniti (bandiera) | C     | Malik Tillman         |
| 18 | Germania (bandiera)    | C     | Maximilian Zaiser     |
| 19 | Germania (bandiera)    | C     | Maximilian Welzmüller |
| 20 | Francia (bandiera)     | C     | Mickaël Cuisance      |

| N. |                          | Ruolo | Calciatore             |
| -- | ------------------------ | ----- | ---------------------- |
| 21 | Corea del Sud (bandiera) | A     | Jeong Woo-yeong        |
| 22 | Germania (bandiera)      | P     | Michael Netolitzky     |
| 23 | Germania (bandiera)      | P     | Lukas Schneller        |
| 24 | Germania (bandiera)      | A     | Alexander Nollenberger |
| 25 | Germania (bandiera)      | C     | Torben Rhein           |
| 25 | Germania (bandiera)      | A     | Oliver Batista-Meier   |
| 27 | Germania (bandiera)      | D     | Derrick Köhn           |
| 28 | Stati Uniti (bandiera)   | D     | Chris Richards         |
| 29 | Germania (bandiera)      | C     | Timo Kern              |
| 31 | Nuova Zelanda (bandiera) | C     | Sarpreet Singh         |
| 32 | Paesi Bassi (bandiera)   | A     | Joshua Zirkzee         |
| 33 | Polonia (bandiera)       | C     | Marcel Zylla           |
| 33 | Germania (bandiera)      | A     | Marvin Cuni            |
| 36 | Germania (bandiera)      | P     | Christian Früchtl      |
| 37 | Germania (bandiera)      | C     | Jamal Musiala          |
| 38 | Germania (bandiera)      | C     | Angelo Stiller         |
| 42 | Stati Uniti (bandiera)   | C     | Taylor Booth           |
| 43 | Austria (bandiera)       | D     | Flavius Daniliuc       |
| 44 | Germania (bandiera)      | D     | Dennis Waidner         |

## Organigramma societario
Area tecnica
- Allenatore: Sebastian Hoeneß
- Allenatore in seconda: David Krecidlo, Dirk Teschke
- Preparatore dei portieri: Walter Junghans
- Preparatori atletici: Tobias Dippert, Moritz Renker

## Calciomercato

### Sessione estiva
| Acquisti | Acquisti         | Acquisti            | Acquisti |
| R.       | Nome             | da                  | Modalità |
| -------- | ---------------- | ------------------- | -------- |
| C        | Mickaël Cuisance | Borussia M'gladbach |          |
| A        | Leon Dajaku      | Stoccarda           |          |
| C        | Timo Kern        | Waldhof Mannheim    |          |
| A        | Jann-Fiete Arp   | Amburgo             |          |
| A        | Can Karataş      | Bayern Monaco U19   |          |
| D        | Thomas Rausch    | Bayern Monaco U19   |          |
| D        | Chris Richards   | Bayern Monaco U19   |          |
| C        | Sarpreet Singh   | Wellington Phoenix  |          |
| D        | Josip Stanišić   | Bayern Monaco U19   |          |
| C        | Timothy Tillman  | Norimberga          |          |

| Cessioni | Cessioni        | Cessioni          | Cessioni |
| R.       | Nome            | a                 | Modalità |
| -------- | --------------- | ----------------- | -------- |
| A        | Can Karataş     | Memmingen         |          |
| C        | Meritan Shabani | Wolverhampton U23 |          |
| C        | Michael Strein  | Garching          |          |
| D        | Maxime Awoudja  | Stoccarda         |          |
| A        | Justin Butler   | Ingolstadt 04 U19 |          |
| A        | Alphonso Davies | Bayern Monaco     |          |
| C        | Daniel Jelisić  | LASK Amateure OÖ  |          |
| A        | Jeong Woo-yeong | Friburgo          |          |
| P        | Maurice König   | Ingolstadt 04 II  |          |
| A        | Mathis Lange    | Wacker Burghausen |          |
| D        | Jonathan Meier  | Magonza           |          |
| C        | Marin Pudić     | Werder Brema II   |          |

### Sessione invernale
| Acquisti | Acquisti     | Acquisti  | Acquisti |
| R.       | Nome         | da        | Modalità |
| -------- | ------------ | --------- | -------- |
| A        | Nicolas Kühn | Jong Ajax |          |

| Cessioni | Cessioni           | Cessioni          | Cessioni |
| R.       | Nome               | a                 | Modalità |
| -------- | ------------------ | ----------------- | -------- |
| C        | Daniels Ontužāns   | San Gallo II      |          |
| D        | Ivan Mihaljević    | Holstein Kiel U19 |          |
| A        | Maximilian Franzke | St. Pauli         |          |
| D        | Theo Rieg          | Kickers Stoccarda |          |
| D        | Thomas Rausch      | Augusta II        |          |
| C        | Timothy Tillman    | Greuther Fürth    |          |

## Risultati

### 3. Liga

#### Girone di andata
| Arbitro: | Schlager |

|                                     |           |            |
| Pfeiffer 9’ Kaufmann 80’ Gnaase 82’ | Marcatori | 78’ Wriedt |

| Arbitro: | Gerach |

|                              |           |           |
| Wriedt 24’ Batista-Meier 57’ | Marcatori | 42’ Evina |

| Arbitro: | Fritsch |

|                         |           |                    |
| Breier 41’ Vollmann 50’ | Marcatori | 84’ (aut.) Straith |

| Arbitro: | Lechner |

|                        |           |                                                        |
| Wriedt 61’ (rig.), 87’ | Marcatori | 10’, 35’ Bunjaku 18’, 69’ (rig.) Wunderlich 88’ Handle |

| Arbitro: | Schwengers |

|          |           |                   |
| Boyd 23’ | Marcatori | 5’ Wriedt 66’ Mai |

| Arbitro: | Rafalski |

|                        |           |                   |
| Dajaku 53’ Rochelt 63’ | Marcatori | 47’ Bohl 85’ Tuma |

| Arbitro: | Winter |

|           |           |                                  |
| Singh 38’ | Marcatori | 10’ Schröter 59’ (aut.) Richards |

| Arbitro: | Gasteier |

|                                |           |                |
| Martinovic 73’ Vlachodīmos 85’ | Marcatori | 24’, 45’ Zylla |

| Arbitro: | Burda |

|                        |           |                   |
| Zylla 15’ Cuisance 52’ | Marcatori | 17’ Eckert-Ayensa |

| Arbitro: | Pfeifer |

|             |           |                                       |
| Dadaşov 82’ | Marcatori | 4’, 31’, 43’ Wriedt 12’ Batista-Meier |

| Arbitro: | Braun |

|                 |           |  |
| Dajaku 15’, 90’ | Marcatori |  |

| Arbitro: | Benen |

|                          |           |  |
| Jensen 45’, 55’ Huth 46’ | Marcatori |  |

| Arbitro: | Exner |

|                     |           |                          |
| Wriedt 30’ Kern 90’ | Marcatori | 60’ Schultz 72’ Bouziane |

| Arbitro: | Lossius |

|                                                  |           |                                 |
| Undav 31’, 85’ Amin 74’ Helwe 83’ Kleinsorge 90’ | Marcatori | 21’ Kern 51’ Richards 53’ Singh |

| Arbitro: | Aarnink |

|                |           |             |
| Singh 21’, 30’ | Marcatori | 69’ Bertram |

| Arbitro: | Steinhaus-Webb |

|             |           |                   |
| Dressel 68’ | Marcatori | 27’ (rig.) Wriedt |

| Arbitro: | Bokop |

|                      |           |                                                |
| Cuisance 9’ Köhn 75’ | Marcatori | 11’ Käuper 38’ Günther-Schmidt 78’ (aut.) Will |

| Arbitro: | Osmanagic |

|                                      |           |                        |
| Albutat 31’ Vermeij 36’ Scepanik 67’ | Marcatori | 55’ (rig.), 90’ Wriedt |

| Arbitro: | Rafalski |

|            |           |                                     |
| Dajaku 40’ | Marcatori | 19’, 81’ Kühlwetter 86’ Skarlatidis |

#### Girone di ritorno
| Arbitro: | Alt |

|            |           |            |
| Wriedt 80’ | Marcatori | 82’ Kwadwo |

| Arbitro: | Fritsch |

|  |           |                                                  |
|  | Marcatori | 25’ (aut.) Lukimya 42’ Batista-Meier 56’ Zirkzee |

| Arbitro: | Sather |

|                   |           |  |
| Wriedt 28’ (rig.) | Marcatori |  |

| Arbitro: | Gasteier |

|                         |           |                                        |
| Handle 59’ Lewerenz 82’ | Marcatori | 14’ Wriedt 70’, 90’ Singh 89’ Richards |

| Arbitro: | Stegemann |

|                                                        |           |              |
| Wriedt 7’, 38’ Kern 59’ Zirkzee 68’ Kühn 83’ Jeong 89’ | Marcatori | 36’ Nietfeld |

| Arbitro: | Hussein |

|               |           |  |
| Hoheneder 25’ | Marcatori |  |

| Arbitro: | Lossius |

|  |           |         |
|  | Marcatori | 24’ Arp |

| Arbitro: | Rafalski |

|                   |           |  |
| Arp 61’ Singh 71’ | Marcatori |  |

| Arbitro: | Haslberger |

|          |           |                      |
| Gaus 45’ | Marcatori | 4’ Kern 88’ Richards |

| Arbitro: | Osmanagic |

|                                  |           |                       |
| Wriedt 4’, 88’ Batista-Meier 18’ | Marcatori | 1’ Mörschel 37’ Cueto |

| Arbitro: | Ittrich |

|                       |           |        |
| Kobylański 11’ (rig.) | Marcatori | 9’ Arp |

| Arbitro: | Brand |

|                  |           |  |
| Musiala 75’, 85’ | Marcatori |  |

| Arbitro: | Stegemann |

|                     |           |                               |
| Korte 15’ Flick 75’ | Marcatori | 20’, 23’ Tillman 39’ Richards |

| Arbitro: | Schultes |

|                                               |           |           |
| Wriedt 35’ (rig.), 37’, 54’ Köhn 56’ Kühn 58’ | Marcatori | 48’ Guder |

| Arbitro: | Rohde |

|                                   |           |                            |
| Gjasula 22’ (rig.) Steininger 43’ | Marcatori | 87’ (rig.) Wriedt 90’ Kern |

| Arbitro: | Dingert |

|                        |           |             |
| Wriedt 45’ Tillman 79’ | Marcatori | 34’ Mölders |

| Arbitro: | Hussein |

|          |           |                 |
| Rohr 32’ | Marcatori | 8’, 61’ Tillman |

| Arbitro: | Schlager |

|                     |           |                          |
| Kern 69’ Dajaku 90’ | Marcatori | 30’ Vermeij 83’ Daschner |

| Arbitro: | Reichel |

|                |           |  |
| Kühlwetter 46’ | Marcatori |  |

## Statistiche

### Statistiche di squadra
| Competizione | Punti | In casa | In casa | In casa | In casa | In casa | In casa | In trasferta | In trasferta | In trasferta | In trasferta | In trasferta | In trasferta | Totale | Totale | Totale | Totale | Totale | Totale | DR  |
| Competizione | Punti | G       | V       | N       | P       | Gf      | Gs      | G            | V            | N            | P            | Gf           | Gs           | G      | V      | N      | P      | Gf     | Gs     | DR  |
| ------------ | ----- | ------- | ------- | ------- | ------- | ------- | ------- | ------------ | ------------ | ------------ | ------------ | ------------ | ------------ | ------ | ------ | ------ | ------ | ------ | ------ | --- |
| 3. Liga      | 65    | 19      | 11      | 4       | 4       | 42      | 28      | 19           | 8            | 4            | 7            | 34           | 32           | 38     | 19     | 8      | 11     | 76     | 60     | +16 |
| Totale       | 65    | 19      | 11      | 4       | 4       | 42      | 28      | 19           | 8            | 4            | 7            | 34           | 32           | 38     | 19     | 8      | 11     | 76     | 60     | +16 |

### Andamento in campionato
| Giornata  | 1  | 2  | 3  | 4  | 5  | 6  | 7  | 8  | 9  | 10 | 11 | 12 | 13 | 14 | 15 | 16 | 17 | 18 | 19 | 20 | 21 | 22 | 23 | 24 | 25 | 26 | 27 | 28 | 29 | 30 | 31 | 32 | 33 | 34 | 35 | 36 | 37 | 38 |
| --------- | -- | -- | -- | -- | -- | -- | -- | -- | -- | -- | -- | -- | -- | -- | -- | -- | -- | -- | -- | -- | -- | -- | -- | -- | -- | -- | -- | -- | -- | -- | -- | -- | -- | -- | -- | -- | -- | -- |
| Luogo     | T  | C  | T  | C  | T  | C  | C  | T  | C  | T  | C  | T  | C  | T  | C  | T  | C  | T  | C  | C  | T  | C  | T  | C  | T  | T  | C  | T  | C  | T  | C  | T  | C  | T  | C  | T  | C  | T  |
| Risultato | P  | V  | P  | P  | V  | N  | P  | N  | V  | V  | V  | P  | N  | P  | V  | N  | P  | P  | P  | N  | V  | V  | V  | V  | P  | V  | V  | V  | V  | N  | V  | V  | V  | N  | V  | V  | N  | P  |
| Posizione | 18 | 12 | 17 | 18 | 13 | 13 | 15 | 17 | 13 | 11 | 8  | 10 | 11 | 14 | 9  | 11 | 14 | 15 | 15 | 15 | 15 | 13 | 11 | 8  | 11 | 9  | 7  | 5  | 4  | 3  | 2  | 2  | 1  | 1  | 1  | 1  | 1  | 1  |

Legenda:

Luogo: C = Casa; T = Trasferta. Risultato: V = Vittoria; N = Pareggio; P = Sconfitta.

### Statistiche dei giocatori
| J. Arp           | 12 | 3  | 2 | 0 |
| B. Arrey-Mbi     | 0  | 0  | 0 | 0 |
| O. Batista-Meier | 18 | 4  | 1 | 0 |
| T. Booth         | 2  | 0  | 0 | 0 |
| M. Cuisance      | 5  | 2  | 1 | 0 |
| M. Cuni          | 0  | 0  | 0 | 0 |
| L. Dajaku        | 29 | 5  | 1 | 0 |
| F. Daniliuc      | 4  | 0  | 0 | 0 |
| A. Davies        | 3  | 0  | 0 | 0 |
| A. Fein          | 0  | 0  | 0 | 0 |
| N. Feldhahn      | 30 | 0  | 6 | 0 |
| M. Franzke       | 1  | 0  | 1 | 0 |
| C. Früchtl       | 27 | 0  | 2 | 0 |
| R. Hoffmann      | 11 | 0  | 0 | 0 |
| L. Jastremski    | 0  | 0  | 0 | 0 |
| W. Jeong         | 15 | 1  | 2 | 0 |
| C. Karataş       | 0  | 0  | 0 | 0 |
| T. Kern          | 30 | 6  | 8 | 0 |
| D. Köhn          | 28 | 2  | 7 | 0 |
| N. Kühn          | 16 | 2  | 2 | 0 |
| J. Lawrence      | 0  | 0  | 0 | 0 |
| L. Mai           | 26 | 1  | 4 | 0 |
| A. Mayer         | 3  | 0  | 0 | 0 |
| I. Mihaljević    | 0  | 0  | 0 | 0 |
| J. Musiala       | 8  | 2  | 0 | 0 |
| M. Netolitzky    | 0  | 0  | 0 | 0 |
| A. Nollenberger  | 9  | 0  | 2 | 0 |
| D. Ontužāns      | 0  | 0  | 0 | 0 |
| T. Rhein         | 1  | 0  | 0 | 0 |
| C. Richards      | 30 | 4  | 5 | 0 |
| J. Rochelt       | 14 | 1  | 0 | 0 |
| L. Schneller     | 0  | 0  | 0 | 0 |
| C. Scott         | 0  | 0  | 0 | 0 |
| K. Senkbeil      | 9  | 0  | 2 | 0 |
| M. Shabani       | 3  | 0  | 1 | 0 |
| A. Sieb          | 0  | 0  | 0 | 0 |
| S. Singh         | 22 | 7  | 5 | 1 |
| J. Stanišić      | 18 | 0  | 2 | 1 |
| A. Stiller       | 17 | 0  | 2 | 0 |
| M. Tillman       | 8  | 5  | 0 | 0 |
| M. Wagner        | 0  | 0  | 0 | 0 |
| D. Waidner       | 6  | 0  | 0 | 0 |
| M. Welzmüller    | 32 | 0  | 7 | 0 |
| P. Will          | 22 | 0  | 2 | 0 |
| K. Wriedt        | 33 | 24 | 7 | 1 |
| M. Yılmaz        | 17 | 0  | 1 | 0 |
| M. Zaiser        | 5  | 0  | 3 | 0 |
| J. Zirkzee       | 16 | 2  | 3 | 1 |
| M. Zylla         | 13 | 3  | 1 | 0 |